# Huàscar
Huàscar   (Perú, 1490 (Gregorià) - Mollebamba District, 1532) va ser el dotzè emperador inca, un dels dos-cents fills de sang de Huayna Càpac i un dels tercers amb accés al tron.
Les versions oficials diuen que Huayna Càpac i el seu ja nomenat successor (Ninan Cuyuchi) van morir a 1527 de verola, l'epidèmia començava a brollar pel nord de l'imperi producte de l'arribada dels conqueridors espanyols. Davant d'aquest fet, escollir el nou Sapa Inca es feia difícil.
Finalment es van decidir per Huàscar, ja que aquest havia estat nomenat com incapa Rantiner (vicegovernador) de Cusco pel mateix Huayna Cápac.
Molts van pretendre el tron, entre ells el seu germà Atahualpa, que acabaria traient-lo per les armes a 1532, capturat i posteriorment acabant amb la seva vida ja sent captiu de Francisco Pizarro.

## Biografia
L'origen del seu nom és incert. Una història és que Huáscar va rebre el nom d'una enorme cadena d'or que es va fer per marcar l'ocasió del seu naixement. "Huasca" és quetxua per "cadena". Com que el seu pare no pensava que "cadena" fos un nom adequat per a un príncep, va afegir una r al final del nom per fer "Huáscar". Una altra història és que el seu nom prové del seu lloc de naixement, Huascarpata.
Els fets reals que van provocar la successió d'Huáscar no estan clars. Les faccions en conflicte i el fet que els relats dels cronistes espanyols provinguessin dels vencedors de la guerra civil posterior van donar lloc a versions contradictòries del que realment va passar. Així, tot i que Huayna Capac va nomenar l'infant Ninan Cuyochi com el seu primer hereu, les fonts difereixen sobre si el nen va morir primer, era inacceptable a causa d'una endevinació desfavorable o fins i tot si Huayna simplement va oblidar que l'havia nomenat quan se li va demanar que confirmés la nominació. En qualsevol cas, es va demanar una segona opció i novament les fonts varien. Potser va anomenar el germanastre d'Huáscar Atahualpa que després es va negar o es va anomenar el mateix Huáscar o potser fins i tot els nobles van proposar Huáscar. Sigui quina sigui la veritat, el resultat de l'adhesió d'Huáscar i la disputa sobre ell abans i després van portar a la guerra civil entre Huáscar (fegit emperador per una facció basada a Cuzco) i Atahualpa (recolzada per líders que tenien la seu al nord amb Huayna).

## Govern
Durant el començament del seu govern, tots els reconeixien com Sapa Inca, nomenant al seu germà Atahualpa incapa Rantiner (vicegovernador) de Quito i la seva zona d'influència. Aquesta sol·licitud va ser acceptada per Huàscar.
Molts van ser els que van pretendre el tron de Huàscar, entre ells el seu germà Cusi Atauche, qui amb l'ajuda de dos generals germans seus va atacar a l'exèrcit de Huàscar. Aquest intent fou un fracàs i Cusi Atauchi va ser sentenciat a mort per traïció.
Davant d'aquests fets Huascar va començar a desconfiar de tots, de vegades va matar sospitosos sense tenir proves contundents. Potser fins i tot va patir d'esquizofrènia.

## Guerra contra Atahualpa
El seu germà Atahualpa tenia l'ambició d'apoderar-se de l'imperi inca, per a això va organitzar un nombrós exèrcit conformat per ètnies del nord ressentides amb els cusquenys per les matances que havien portat a terme Huayna Cápac i Túpac Yupanqui quan van conquerir aquests llocs.
Les primeres accions bèl·liques es van iniciar quan Atahualpa desobeir l'ordre de Huàscar d'anar a Cusco. La primera batalla la va guanyar Huàscar amb un exèrcit comandat pel seu germà i general anomenat Atoc.
Atahualpa va aprofitar una treva (en època de collita se suposa que cap ètnia andina ha de realitzar campanyes bèl·liques) i va prendre algunes ciutats del nord. A poc a poc va arribar a Cusco gairebé invicte i va derrotar finalment a Huàscar.
Un cop pres Cusco, Atahualpa va intentar esborrar cada rastre de Huàscar matant els seus familiars, servents i simpatitzants. I les ètnies del nord que conformaven l'exèrcit d'Atahualpa van intentar esborrar tot rastre de Huayna Cápac i Túpac Yupanqui de qui fins i tot van cremar la seva mòmia.

## Mort
Un cop derrotat l'exèrcit cusqueny, Huàscar va ser conduït descalç i lligat del coll fins on es trobava Atahualpa. Però abans que es trobessin, Atahualpa va ordenar l'execució de Huascar a Andamarca. Les seves restes van ser llançades al riu Yanamayo.